# Gamasiphis illotus
Gamasiphis illotus är en spindeldjursart som beskrevs av Fox 1949. Gamasiphis illotus ingår i släktet Gamasiphis och familjen Ologamasidae. Inga underarter finns listade i Catalogue of Life.